# Новоушицкий район
Новоу́шицкий райо́н (укр. Новоушицький район) — упразднённая административно-территориальная единица в Хмельницкой области. Центр — посёлок городского типа Новая Ушица.
В районе 1 поселковый и 21 сельский совет; 1 посёлок городского типа и 58 сёл.

## История
21 января 1959 года к Новоушицкому району была присоединена часть территории упразднённого Миньковецкого района, а 23 сентября 1959 года — часть территории упразднённого Староушицкого района.
17 июля 2020 года администрация и районный совет района упразднились, а сам район присоединился в состав Каменец-Подольского района.

## Советы и населённые пункты
Список населённых пунктов района, упорядоченный по алфавиту, находится внизу страницы
Ниже перечислены поселковые и сельские советы (рады) и населённые пункты, которые к ним относятся:
Новоушицкий поселковый совет
1. пгт Новая Ушица
2. с. Каскада
3. с. Филяновка

Берёзовский сельский совет
1. с. Берёзовка
2. с. Шебутинцы

Борсуковский сельский совет
1. с. Борсуки
2. с. Садовое

Браиловский сельский совет
1. с. Браиловка
2. с. Ивановка
3. с. Цивковцы

Бучайский сельский совет
1. с. Бучая
2. с. Загоряны

Вахновецкий сельский совет
1. с. Вахновцы
2. с. Губарев

Ольховецкий сельский совет
1. с. Ольховец
2. с. Мациорск
3. с. Новая Гута
4. с. Рудковцы

Глебовский сельский совет
1. с. Глебов
2. с. Гута-Глебовская
3. с. Джуржевка
4. с. Миржиевка
5. с. Новый Глебов
6. с. Слобода

Замеховский сельский совет
1. с. Замехов
2. с. Выселок
3. с. Жабинцы

Зеленокуриловецкий сельский совет
1. с. Зелёные Куриловцы
2. с. Пыжовка

Ивашковецкий сельский совет
1. с. Ивашковцы
2. сел. Загродское (до 2016 — Коммунар)

Капустянский сельский совет
1. с. Капустяны
2. с. Глубочок

Косиковецкий сельский совет
1. с. Косиковцы
2. с. Шелестяны

Куражинский сельский совет
1. с. Куражин
2. с. Глыбовка
3. с. Малая Щурка

Кучанский сельский совет
1. с. Куча

Малостружковский сельский совет
1. с. Малая Стружка
2. с. Балабановка
3. с. Щербовцы

Отроковский сельский совет
1. с. Отроков
2. с. Антоновка
3. с. Кружковцы
4. с. Тимков
5. с. Хворосна

Песецкий сельский совет
1. с. Песец

Пилипковецкий сельский совет
1. с. Пилипковцы
2. с. Заборозновцы

Пилипо-Хребтеевский сельский совет
1. с. Пилипы-Хребтиевские
2. с. Иванковцы
3. с. Соколовка
4. с. Хребтиев

Ставчанский сельский совет
1. с. Ставчаны
2. с. Любомировка
3. с. Слободка
4. с. Старая Гута

Стружский сельский совет
1. с. Струга